# Динамо (футбольный клуб, Омск)
«Динамо» — российский футбольный клуб из Омска. Основан в 1923 году.

## «Динамо» в Кубке СССР
В 1937 году динамовцы, успешно преодолев сито городских турниров, наряду со «Спартаком» получили право представлять Омск в розыгрыше Кубка страны. После удачного матча с «Трактором» из Челябинска (3:2) омское «Динамо» 30 мая 1937 года оступилось в матче с одноклубниками из Казани — 1:5.
В 1938 году уже в первом матче зонального турнира динамовцы были обыграны сталинградским «Металлургом» со счётом 0:3 и выбыли из числа участников.
В 1939 году соревнования на Кубок СССР проводились по новому регламенту, динамовцы участвовали в зональном турнире Кубка РСФСР, но дальше отборочных игр пройти не смогли.

## «Динамо» в первенстве России
В 1992 году в Омске принято решение о создании второй команды мастеров. Возглавил команду Вячеслав Мартынов, руководивший командой до 1999 года.
Лучшее достижение в первенстве России — 7 место в восточной зоне второй лиги в 1993 году. С 1994 по 2000 год команда занимала места с 8-го по 14-е.
Последний профессиональный сезон «Динамо» начало в 2001 году. 23 июня в Омске команда с разгромным счётом 0:8 проиграла владивостокскому «Лучу», а на матч в Хабаровск 3 июля команда так и не доехала. После одиннадцати матчей в сезоне 2001 года команда снялась с соревнований и была исключена из ПФЛ.

## Главные тренеры
- Московцев, Валентин (1951)
- Евсеев, Николай Васильевич (1952)
- Мартынов, Вячеслав Степанович (1993)
- Чикинский, Анатолий Ильич (1994—1995)
- Мартынов, Вячеслав Степанович (1996)
- Амирджанов, Артём Аркадьевич (1996, и. о.)
- Амирджанов, Артём Аркадьевич (1997)
- Мартынов, Вячеслав Степанович (1998—1999)
- Чикинский, Анатолий Ильич (2000—2001)